# Nicocles
Nicocles is een vliegengeslacht uit de familie van de roofvliegen (Asilidae).

## Soorten
- N. abdominalis Williston, 1883
- N. aemulator (Loew, 1872)
- N. analis Jaennicke, 1867
- N. argentatus Coquillett, 1893
- N. bromleyi Hardy, 1943
- N. canadensis Curran, 1923
- N. dives (Loew, 1866)
- N. engelhardti Wilcox, 1946
- N. lomae Cole, 1916
- N. miocenicus Cockerell, 1909
- N. pictus (Loew, 1866)
- N. politus (Say, 1823)
- N. pollinosus Wilcox, 1946
- N. reinhardi Bromley, 1934
- N. rufus Williston, 1883
- N. utahensis Banks, 1920